# Seszele na Letnich Igrzyskach Olimpijskich 1984
Seszele na Letnich Igrzyskach Olimpijskich 1984, które odbyły się w Los Angeles, reprezentowało 9 zawodników w dwóch dyscyplinach (w tym jedna kobieta).
Był to drugi występ reprezentacji Seszeli na letnich igrzyskach olimpijskich.

## Skład kadry

### Boks
Mężczyźni
- Jean-Claude Labonte – waga lekka, odpadł w 1/16 turnieju
- Ramy Zialor – waga lekkopółśrednia, odpadł w 1/16 finału
- Basil Boniface – waga półśrednia, odpadł w 1/16 finału
- Ralph Labrosse – waga lekkośrednia, odpadł w 1/8 finału

### Lekkoatletyka
Mężczyźni
- Denis Rose

100 metrów – odpadł w eliminacjach
200 metrów – odpadł w eliminacjach
- Vincent Confait

400 metrów – odpadł w eliminacjach
400 metrów przez płotki – odpadł w eliminacjach
- Philip Sinon

800 metrów – odpadł w eliminacjach
1500 metrów – odpadł w eliminacjach
- Albert Marie

10 000 metrów – odpadł w eliminacjach
3000 metrów z przeszkodami – odpadł w eliminacjach
Kobiety
- Marie-Ange Wirtz

100 metrów – odpadła w eliminacjach
200 metrów – odpadła w eliminacjach
skok w dal – 23. miejsce (odpadła w eliminacjach)